# Lilloa
Lilloa – wychodzący dwa razy w roku naukowy periodyk, wydawany przez Fundację Miguela Lillo. Publikowane w nim są oryginalne prace naukowe, niepublikowane w innych czasopismach, dotyczące botaniki i mykologii w zakresie ekologii, anatomii, fizjologii, cytologii, genetyki, palinologii, paleobotaniki i ich praktycznego zastosowania. Czasopismo wychodzi w dwóch wersjach:
- wersja internetowa – dwa razy w roku (w czerwcu i grudniu)
- wersja drukowana – raz w roku, złożona z dwóch tomów[1].

Czasopismo przeznaczone jest dla naukowców, specjalistów i studentów nauk biologicznych i pokrewnych dyscyplin. Publikuje artykuły w języku hiszpańskim, angielskim i portugalskim ze streszczeniami w dwóch językach. Teksty są oceniane przez recenzentów spoza instytucji, w formacie „podwójnie zakodowanej”. Lilloa zapewnia autorom otwarty dostęp do wszystkich treści bez ponoszenia kosztów publikacji.
Czasopismo jest zgodne z wytycznymi redakcyjnymi Komisji Etyki Publikacji (COPE), Komitetu ds. Etyki Publikacji. Zamieszczane w nim artykuły są sprawdzane pod kątem plagiatowania.